# Цзен Лічен
Чзен Лічен  (кит.: 曾櫟騁, 26 грудня 1986) — тайванська тхеквондистка, олімпійська медалістка.

## Виступи на Олімпіадах
| Олімпіада   | Вагова категорія | Місце |
| ----------- | ---------------- | ----- |
| Лондон 2012 | до 57 кг         | 3T    |